# Vlčkovské
Vlčkovské (763 m) – szczyt w tzw. krywańskiej części Małej Fatry w Centralnych Karpatach Zachodnich na Słowacji. Znajduje się w południowym grzbiecie Chleba (1647 m). Północno-wschodnie stoki tworzą zbocza Šutovskiej doliny, północne opadają do dna jej dopływu – Úplaznego potoku. na dolnej części stoków południowych są pola uprawne miejscowości Šútovo.
Z wyjątkiem dolnej części południowych stoków całe Vlčkovské porośnięte jest lasem. W większości znajduje się w granicach Parku Narodowego Mała Fatra i nie prowadzi przez nie żaden szlak turystyczny.